# Горка-Воскресенская
Го́рка-Воскресе́нская — деревня в Хваловском сельском поселении Волховского района Ленинградской области.

## История
Деревня Горка упоминается на карте Санкт-Петербургской губернии А. М. Вильбрехта 1792 года.
Как деревня Осташева Горка она обозначена на карте Ф. Ф. Шуберта 1844 года.

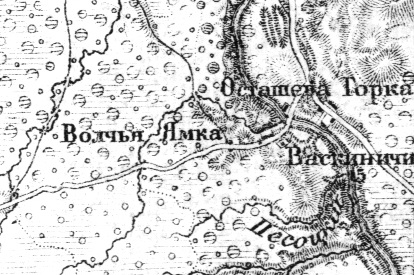
Деревня Осташева Горка на карте 1872 года

Сборник Центрального статистического комитета описывал её так:

ГОРКА — деревня бывшая владельческая при реке Сясе, дворов — 8, жителей — 40; Часовня, почтовая станция. (1885 год)

В конце XIX — начале XX века деревня административно относилась к Сугоровской волости 1-го стана 1-го земского участка Тихвинского уезда Новгородской губернии.

ГОРКА (ОСТАШЕВА ГОРКА) — деревня Прудского сельского общества, число дворов — 6, число домов — 6, число жителей: 30 м. п., 28 ж. п.; 

Занятие жителей — земледелие. При реке Сясь. Часовня . (1910 год)

С 1917 по 1918 год деревня входила в состав Сугоровской волости Тихвинского уезда Новгородской губернии.
С 1918 года в составе Череповецкой губернии.
С 1927 года, в составе Воскресенского сельсовета Тихвинского района.
С 1928 года в составе Волховского района.
По административным данным 1933 года деревня называлась Горка и входила в состав Воскресенского сельсовета Волховского района.
В 1939 году население деревни составляло 125 человек.
С 1946 года в составе Новоладожского района.
В 1961 году население деревни составляло 71 человек.
С 1963 года вновь в составе Волховского района.
По данным 1966 и 1973 годов деревня Горка также входила в состав Воскресенского сельсовета.
По данным 1990 года деревня называлась Горка (Воскресенская) и входила в состав Хваловского сельсовета.
В 1997 году в деревне Горка-Воскресенская Хваловской волости проживали 24 человека, в 2002 году — 22 человека (русские — 95 %).
В 2007 году в деревне Горка-Воскресенская Хваловского СП — также 22.

## География
Деревня расположена в юго-восточной части района на автодороге А114 (Вологда — Новая Ладога), близ границы Волховского и Тихвинского районов.
Расстояние до административного центра поселения — 20 км.
Расстояние до ближайшей железнодорожной станции Колчаново — 42 км.
Деревня находится на правом берегу реки Сясь.

## Демография
| 2007 | 2010 | 2017 |
| ---- | ---- | ---- |
| 22   | ↗34  | ↘18  |

### Национальный состав
Согласно данным Всероссийской переписи населения 2021 года в деревне проживал 21 человек, все русские.